# Жексембинова, Айгерим Агдарбековна
Айгерим Агдарбековна Жексембинова (род. 5 сентября 1993 года, Алма-Ата, Казахстан) — казахстанская синхронистка. Мастер спорта Республики Казахстан международного класса.

## Карьера
Живёт и тренируется в Алма-Ате и Астане. Тренер — Ж. Г. Демченко, хореограф — В. А. Гончаров, тренер по плаванию — А. Я. Иванов.
Бронзовая призёрка летних Азиатских игр 2010 года в комбинации в Гуанчжоу.
На чемпионате Азии 2012 года в составе казахстанской команды завоевала три бронзовые награды.
На чемпионате мира лучший результат — 10-е место в комбинации на чемпионате мира 2011 года в Шанхае.
Участница летних Олимпийских игр 2012 года в Лондоне. Казахстанский дуэт Айгерим Жексембиновой с Анной Кулькиной в квалификационном раунде занял 15-е место и не смог пробиться в финал соревнований.
Многократная чемпионка Казахстана. Призёр нескольких международных турниров и этапов Кубка мира.
Снялась в эпизоде в фильме «Рывок» Канагата Мустафина.